# سیارک ۲۹۴۷۶
سیارک ۲۹۴۷۶ (به انگلیسی: 29476 Kvicala، نامگذاری:1997UX14) بیست و نه هزار و چهارصد و هفتاد و ششمین سیارک کشف شده‌است که در ۳۱ اکتبر ۱۹۹۷ کشف شد.